# Alcohol 52%
『Alcohol 120%』（アルコールひゃくにじゅっパーセント）は、Alcohol Softが開発したCD/DVDイメージ作成・ディスクドライブ仮想化ソフト。このソフトウェアで元のCD/DVD/Blu-rayからイメージファイルを作成したり、仮想ドライブにマウントしたりすることができる。すべて独自のMedia Descriptor Fileフォーマットで、このフォーマットのイメージは「.mds」ファイルと「.mdf」ファイルの組で構成される。

## 概要
- 基本的に『Alcohol 52%』のサブセットであり、双方ともDAEMON Toolsの開発者が関わっている。
- 市販ソフトウェアであるが、アドウェア付きのフリー版(Alcohol 52% Free Edition)も存在する。
- マウント可能形式は、bwt、ccd、cdi、cue、iso、mds、nrg、pdiなどがある。
- 仕様上最大31個までの仮想ドライブを作成できる（市販版）が、ドライブレターの問題などで実際に使える数は制限される。
- 日本語表示対応。

## 特徴
Alcohol 120%のイメージ記録機能は、SafeDisc、SecuROM、DPM（Data Position Measurement）などの特定のコピープロテクト方式を回避することができる。しかし、特定のコピープロテクション方式は、コピープロテクトを再現することができる書き込み機能のハードウェアを必要とする。また、プレイステーションとプレイステーション2のファイルシステムのイメージを作成することもできる。これは、Content Scramble Systemで暗号化されたDVDタイトルをバックアップする機能を欠いている。法的規制のため、Alcohol Softはこの機能を搭載しないことを決定した。
一部のソフトウェア開発元は、Alcohol 120％がディスクをコピーすることを防ぐために、ソフトウェアのブラックリスト方式を採用している。当初、利用者はAnti-blaxx、CureROM、Y.A.S.Uのようなブラックリストに対抗するためにサードパーティ製のツールを使用する必要があった。その後、Alcohol 120%は独自の「Alcohol Cloaking Initiative for DRM」(A.C.I.D)コンポーネントを搭載した。
Alcohol Softは、Alcohol 120%用のイメージエディタを開発しないことを表明している。
Alcohol 120%の最新バージョンは、SecuROM 7とSafeDisc 4からエミュレートされたドライブを隠す「Alcohol Cloaking Initiative for DRM」（A.C.I.D）が付属している。

## その他のエディション
Alcohol 120%無料版は、特定の制限付きAlcohol 120%の非商用利用のための無料版である。このソフトには一度に1つのドライブに書き込むことができ、最大2つの仮想ドライブのみを使用し、コピープロテクションエミュレーションオプションが含まれていません。
Alcohol 120%レトロ版は、Windows 95/98/Me/XP（Vista以降では実行不可）上での個人使用のみを対象とした無料版で、PCemやVMWare Workstationを使用しているときにレトロゲーマーがイメージファイルをマウントすることを可能にする。（DOSBox Pureでは実行不可）李文恩は開発者とこの問題について話し合ったが、初期のプログラミング・ツールの多くが失われているため、デバッグが非常に難しく、問題の解決にはかなり時間がかかるか、あるいは先送りになる可能性があると語った。

## 注意事項
- フリー版ではアドウェア(Alcohol Toolbar)が含まれているが、インストール時のオプションで回避したり、後から削除（アンインストール）したりできる。

## 動作環境
- オペレーティングシステム

Windows XP/Vista/7/8.x/10